# استفان پیس
استفان پیس (انگلیسی: Stephen Peace؛ زادهٔ ۳۰ مارس ۱۹۵۳) یک هنرپیشه، فیلم‌نامه‌نویس، تهیه‌کننده، و سیاست‌مدار اهل ایالات متحده آمریکا است.
وی تهیه‌کننده فیلم‌هایی همجون حمله قاتل گوجه‌ای و بازگشت قاتل گوجه‌ای بوده است.